# إتيربيوم
الإتيربيوم عنصر كيميائي له الرمز Yb والعدد الذري 70 في الجدول الدوري وهو من اللانثانيدات.